# بخش وودو
بخش وودو (به لاتین: Wudu District) یک منطقهٔ مسکونی در چین است که در لونگنان واقع شده‌است. بخش وودو ۴٬۶۸۳ کیلومتر مربع مساحت و ۵۹۰٬۰۰۰ نفر جمعیت دارد.